# Schizogenius chiricahuanus
Schizogenius chiricahuanus är en skalbaggsart som beskrevs av John Whitehead. Schizogenius chiricahuanus ingår i släktet Schizogenius och familjen jordlöpare. Inga underarter finns listade i Catalogue of Life.